# Дрю Фішер
Дрю Фішер (англ. Drew Fischer, нар. 10 липня 1980) — канадський футбольний арбітр, що судить матчі Major League Soccer. Арбітр ФІФА з 2015 року.

## Біографія
Фішер народився і виріс у Калгарі, Альберта. Фішер є професіональним арбітром з 2007 року. У 2012 році він був акредитований на матчі першого дивізіону в лігах Північної Америки, а з 2015 року став арбітром ФІФА, на той момент лише одним із трьох канадців. Має ступінь з фізики в Університеті Калгарі.
Фішер відсудив кілька матчів чемпіонату Канади з 2012 року, в тому числі фінали у 2013, 2016 та 2018 роках. З 2012 року Фішер також став судити матчі в Major League Soccer.
Після отримання статусу арбітра ФІФА в 2015 році Фішер був призначений одним з арбітрів юнацького чемпіонату КОНКАКАФ 2015 року.
23 червня 2017 року оголошено, що Фішер буде одним з головних арбітрів на Золотому кубку КОНКАКАФ 2017 року.
Фішер також був призначений арбітром VAR на жіночий чемпіонаті світу 2019 року у Франції.
У 2019 році була створена канадська Прем'єр-ліга, і Фішер став одним з арбітрів дебютного сезону.
На початку 2021 року був одним з арбітрів Клубного чемпіонату світу в Катарі.